# Torralba d'Aragó
Torralba d'Aragó (en aragonès: Torralba d'Aragón i en castellà: Torralba de Aragón) és un municipi aragonès situat a la província d'Osca i enquadrat a la comarca dels Monegres.